# 土门镇 (临汾市)
土门镇，是中华人民共和国山西省临汾市尧都区下辖的一个乡镇级行政单位。

## 行政区划
土门镇下辖以下地区：
土门村、东涧北村、西涧北村、亢村、沟北村、柴里村、东羊村、李仵村、南社村、燕家庄村、古镇村、景家庄村、田村、坟上村、鸭儿沟村、李家庄村、王汾村、西头村、坡头村、南羊沟村、小腰村、牛王岭村、南庄村、二驹村、太山坡村、玉鸡沟村和冯家庄村。